# Liriomyza solivaga
Liriomyza solivaga är en tvåvingeart som beskrevs av Spencer 1971. Liriomyza solivaga ingår i släktet Liriomyza och familjen minerarflugor. Inga underarter finns listade i Catalogue of Life.